# Maszárfalva
Maszárfalva (ukránul: Негрово [Nehrovo]) falu Ukrajnában, a Kárpátalján, a Munkácsi járásban.

## Fekvése
Ilosvától északnyugatra, Deskófalva, Dávidfalva és Beregkisalmás közt fekvő település.

## Története
Kenézi telepítésű falu, mely a 14. század második felében keletkezett, ruszin lakossággal.
Nevét 1398-ban említette először oklevél Massor falwa néven.
Az egykori Bereg megye hegyvidéki lakatlan, elnéptelenedett, vagy ritkán lakott részeire a kenézi telepítés a 14. század második felére terjedt ki. A vidék földesurai így kívánták benépesíteni a lakatlan, vagy lakatlanná vált vidéket. A telepítéseket a kenézek megbízás alapján végezték, és e telepítő munkájukért cserébe az általuk telepített falvak örökös bírói tisztségét kapták. A betelepülőknek az újonnan alapított településeken egy időre adó- és szolgálatmentességet ígértek. A telepítések során elsősorban vlachokat, majd a 14-16. században ruszinokat telepítettek le, akik a telepítések előtt nomád, barangoló életmódot folytattak, és hogy régi legelőiket ne kelljen elhagyniuk, letelepedtek, falvakat alapítottak.
1910-ben 1062 lakosából 10 magyar, 157 német, 895 ruszin volt. Ebből 904 görögkatolikus, 158 izraelita volt.
A trianoni békeszerződés előtt Bereg vármegye Munkácsi járásához tartozott.

## Nevezetességek
- Görögkatolikus fatemploma Védő Boldogasszony tiszteletére lett szentelve. Anyakönyvet 1786-tól vezetnek.

## Itt születtek
- Duliskovics Viktor, Turjaremetei görögkatolikus parókus